# 卢科利
卢科利（義大利語：Lucoli），是意大利阿奎拉省的一个市镇。总面积109.77平方公里，人口999人，人口密度9.1人/平方公里（2009年）。ISTAT代码为066052。